# Stadtarchiv Zofingen
Das Stadtarchiv Zofingen ist das Stadtarchiv der Stadt Zofingen im Schweizer Kanton Aargau. Seine Räume befinden sich zusammen mit der Stadtbibliothek Zofingen im 1602 von Antoni Stab erbauten, geschützten „ehemaligen Lateinschulhaus“, das 1974 umgebaut wurde.
Die Bestände des Stadtarchivs sind in „Altes Stadtarchiv“ (alte Urkunden, Stadtbücher, Ratsprotokolle, alte Missiven und Akten, Gerichtsdokumente usw.), „Neues Stadtarchiv“ (Ortsbürger- und Einwohnerverwaltung nach 1803, Zivilstandsregister) und „Sonderbestände“ (Vereinsarchive, Bildersammlungen usw.) gegliedert.
Findmittel sind von Walther Merz 1914 (Inventar des Stadtarchivs Zofingen) und 1915 (Die Urkunden des Stadtarchivs Zofingen) veröffentlicht worden. Zudem existieren unter anderem „Abgabeverzeichnisse der Verwaltung für das Schriftgut des 19./20. Jahrhunderts“ und ein Zettelkatalog für die „Zofinger Stichsammlung“.